# Красный Посёлок (Себежский район)
Красный Посёлок (ранее — Ляхово) — деревня в Себежском районе Псковской области России. Входит в состав городского поселения Сосновый Бор. Численность населения деревни по оценке на начало 2001 года составляла 83 жителя.

## География
Расположена в пределах Прибалтийской низменности, в зоне хвойно-широколиственных лесов, около у государственной границы с Латвией (Лудзенский край), в 3 км к юго-западу от центра городского поселения, посёлка городского типа Сосновый Бор и к югу от деревни Дедино.

## История
С 1995 до 2005 года деревня входила в состав ныне упразднённой Дединской волости.

## Население
| 2001 | 2002 | 2010 |
| ---- | ---- | ---- |
| 83   | ↘68  | ↘37  |

### Национальный и гендерный состав
Согласно результатам переписи 2002 года, в национальной структуре населения русские составляли 88 % от общей численности в 68 чел., из них 33 мужчины, 35 женщин.

## Инфраструктура
Личное подсобное хозяйство.
Основа экономики — сельское хозяйство.

## Транспорт
Деревня доступна автотранспортом.
Автомобильная дорога общего пользования местного значения «Красный Посёлок — Курган Дружбы» (идентификационный номер 58-254-558 ОП МП 58Н-092), протяженностью в 5 км.